# Austrobalanus antarcticus
Austrobalanus antarcticus is een zeepokkensoort uit de familie van de Austrobalanidae. De wetenschappelijke naam van de soort is voor het eerst geldig gepubliceerd in 2000 door Buckeridge.